# Julián Molina
Julián Ruperto Molina Gómez es un abogado y funcionario público colombiano. 

## Biografía
Estudió derecho con la especialización en contratación estatal en la Universidad La Gran Colombia, hizo su magíster en derecho constitucional de la Universidad de La Sabana.
Su carrera empezó como auxiliar judicial en el Consejo de Estado en 2005, asesor jurídico en el Colegio Tirso de Molina entre 2006-2009, contratista y asesor en el Senado de la República de Colombia entre 2010-2018, contratista en la Defensoría del Pueblo en 2018, asesor en la Superintendencia de Industria y Comercio entre 2019-2020 y superintendente del Subsidio Familiar entre 2020-2022.
En 2023 fue jefe de asesor en el Ministerio de Tecnologías de la Información y Telecomunicaciones con el ministro Mauricio Lizcano entre 2024-2025, fue gerente del partimonio autónomo y remanente de Telecom. El 1 de marzo de 2025 el presidente Gustavo Petro lo nombró como Ministro de Tecnologías de la Información y Telecomunicaciones tras la renuncia de Mauricio Lizcano como titular de la carrera.